# Xestia senescens
Xestia senescens là một loài bướm đêm trong họ Noctuidae.